# Augustin Dobrowolski
Augustin Dobrowolski (* um 1600; † 15. August 1665 in Schwiebus) war ein polnischer römisch-katholischer Geistlicher, Theologe, Zisterzienser, Prior und Autor des Barock.

## Leben und Werk
Augustin (lateinisch: Augustinus; polnisch: Augustyn) Dobrowolski war von 1642 bis zu seinem Tod Prior des Zisterzienserklosters Paradies und Verwalter der Abteigüter. Er war als Prokurator der polnischen Zisterzienserkongregation in Rom, wo 1647 eines seiner Bücher erschien (das er als Prior von Paradies unterzeichnete).
Seite an Seite mit den Jesuiten Mikołaj Łęczycki (1574–1653) und Kasper Drużbicki (1590–1662) war Dobrowolski ein wichtiger Autor der polnischen Gegenreformation im Zeitalter des Barock. Besonders einflussreich war sein Gebetbuch Paradisus Eucharisticus (zur Messe, zu den Heiligen, zur Muttergottes) mit Erläuterungen und Handreichungen für die Priester.

## Werke
- Septem sacrae phialae coronatae, seu septem praxes septem altaria privilegiata visitandi septemplici B. Mariae Virginis coronae accomodatae septem Almae Urbis celeberrimarum indulgentiis in fronte signatae... denique coronam Jesu Christi Salvatoris Nostri texendi quadruplici praxi augmentatae. Rom 1647. (Widmung an Kardinal Gaspare Mattei, 1598–1650)
- Paradisus eucharisticus in paradiso mariano sacri Ordinis Cisterciensis plantatus. Lublin 1652.
- Semina Paradisi Florigera Collecta Pro Thermis Animarvm Exædificatis. Thermae animarum ex floribus seminun paradisi deductae et pro caelesti paradiso sese exercentibus exaedificatae. Posen 1664.